# 編竹夾泥牆

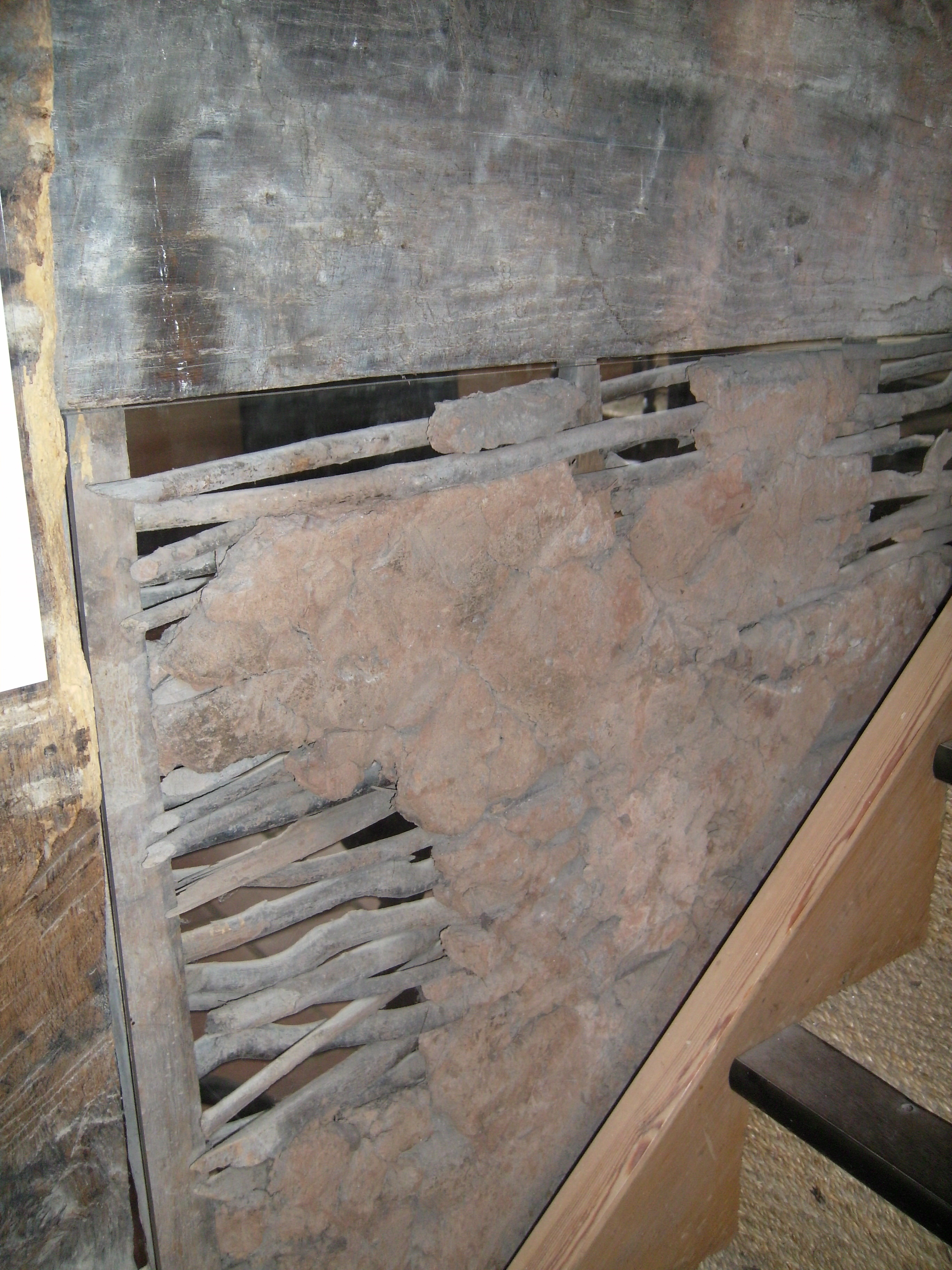
編竹夾泥牆

編竹夾泥牆為常見的風土建築構造元素，亦為臺灣平埔族人傳統建築的構造類型之一，為穿鬪式厝屋中，柱、梁構架間的主要填充材。學術名詞又有「編泥牆」等稱呼，在地方上則有「篦仔壁（ pìn-á-piah ）」、「堵仔壁（tó-á-piah）」、「竹編仔壁（tek -pin-á-piah）」、「籬仔編壁（lî-á-pian-piah）」等名稱。

## 構造形式
漢人傳統編竹泥牆構造上包括骨架及包覆骨架的覆土層。
骨架構件包括「籬梗」、「籬仔」及「暗梗」三種。施作骨架時，一般會先以平均長度約30至45公分的「籬梗」在牆體中均勻配置，平均間隔約為20至25公分；再以「籬仔」垂直「籬梗」前後穿梭於「籬梗」間佈滿牆體；若牆體寬度超過「籬梗」平均長度，牆體中可置入垂直「籬梗」的「暗梗」以提高牆體整體剛度。
覆土層則包含米糠土與白灰，在完成牆體骨架後，會先抹上米糠土，最後再抹上一層白灰完成覆土層。